# Капюшонная синица
Капюшонная  синица (лат. Melaniparus albiventris) — вид птиц из семейства синицевых (Paridae). Данный вид ранее относили к роду Parus, но перенесли в род Melaniparus, когда Parus был разделен на несколько возрожденных родов после публикации подробного молекулярно-филогенетического анализа в 2013 году. Подвидов не выделяют. Распространён в Африке.

## Описание
Капюшонная синица достигает длины 14—15 см. У взрослых самцов вся голова и верхняя часть тела, включая хвост, чёрные, в свежем оперении с голубоватым отливом; хвост с узким белым кончиком, а внешние рулевые перья с белой бахромой (самые широкие с внешней стороны). Малые кроющие перья крыла чёрные, с белыми кончиками на самых длинных; средние кроющие перья крыла белые; большие кроющие перья крыла чёрные, с широкой белой бахромой. Крылышко чёрное, с тонкой белой бахромой. Маховые перья чёрные, кайма третьестепенных маховых перьев белая; второстепенные маховые перья с узкой белой каймой, которые становятся более широкими с внутренней стороны (образуя ломаную белую полосу на закрытом крыле); первостепенные маховые перья также с белой узкой каймой. Нижняя часть тела от подбородка до центра груди чёрного цвета (чёрный цвет иногда распространяется на верхние части боков), слегка отливающие голубизной. Остальная нижняя часть тела белая. Подмышечные впадины чёрные, нижние кроющие перья крыльев белые. Радужная оболочка тёмно-коричневая или чёрная; клюв чёрный; ноги голубовато-серые или чёрные. Самка более тусклая, чем самец, сажисто-чёрная или коричневая, менее блестящая, а нижняя часть тела более тусклая или серая. Молодые особи похожи на самок, но сверху тёмно-коричневые, крылья и хвост чёрные, белые участки на кроющих перьях заменены на охристые или желтоватые, нет белых кончиков на хвосте, а горло немного бледнее.

## Вокализация
Позывки включают в себя резкое гнусавое «si-chah-chah-chah», часто произносимое с ударением при предупреждении об опасности, а также похожее, но более тонкое или музыкальное «tss-tss-tss, cher-cher-cher-cher»; контактные позывки включают twach-twach-twach или chrip-twsich-twach, а также резкие фразы типа «tss, tsee»,  часто более длинными рядами, например «tss, tss, tss, tsee». Песня представляет собой «chee-er-weeoo, chee-er-wheeo», и тихое, повторяющееся, певучее «pee-pee-purr».

## Распространение и места обитания
Капюшонная синица распространена в Африке: юго-восточная Нигерия, центр и запад Камеруна; юго-восток Южного Судана, северо-восток Уганды, запад Кении и Танзания. В Восточной Африке обитает в зарослях акации, на опушках вечнозеленых горных лесов, в приречных редколесьях, на лугах с редкими деревьями, по краям сельскохозяйственных угодий и больших садах. Встречается на высоте от 1000 м до 3400 м над уровнем моря.

## Биология
Капюшонная синица добывает пищу поодиночке, парами или часто в довольно больших стаях; часто присоединяется к смешанным стаям, где является одним из основных компонентов стаи. Активная и беспокойная птица, быстро перемещается в кронах и на средних уровнях деревьев, также часто спускаясь к нижним ветвям и в подлесок; детально исследует листву и ветви (включая нижнюю сторону), кору, скопления лишайников и эпифитов. В состав рациона входят мелкие беспозвоночные, например, пауки (Araneae), кузнечики (Orthoptera) и личинки, а также семена и, возможно, нектар.
Капюшонная синица вероятно размножается круглый год, но в основном во время сезона дождей в октябре—январе. Моногамный и территориальный вид. Гнездо представляет собой небольшую чашечку или подстилку, в основном из полосок коры, лишайника, шерсти животных, пуха растений и волокон. Размещается на высоте до 8 м от земли в естественном дупле или углублении в гниющем пне или за рыхлой корой, а также в старом дупле дятла (Picidae) или бородатковых (Capitonidae); вход в норе обычно очень узкий. В кладке 3—5 яиц; инкубационный период не менее 12 дней; птенцы оперяются примерно через 20 дней.